# تیم ملی فوتبال زیر ۲۰ سال گابن
تیم ملی فوتبال زیر ۲۰ سال گابن یا تیم ملی فوتبال جوانان گابن، در مسابقات فوتبال جوانان است گابن است.